# Carlos Idriss Kameni
Carlos Idriss Kameni (Douala, Camerun, 18 de febrer de 1984) és un futbolista professional camerunès que es troba sense equip des del 28 d'agost de 2019, després de desvincular-se del Fenerbahçe SK de la primera divisió turca. Juga de porter i és conegut per la seva agilitat i habilitat en aturar penals.

## Trajectòria
El jugador es va formar a les categories inferiors del Sion, equip amb el qual debutà el 1999 a l'edat de 16 anys. De fet, es convertí en el porter més jove que guanyava una medalla d'or olímpic, aconseguida a Sydney 2000, on a la final s'enfrontaren la selecció del Camerun contra Espanya i es decidí a la tanda de penals.
Després de destacar a la lliga francesa en equips com el Le Havre AC o l'AS Saint-Etienne, el 2004 va fitxar pel RCD Espanyol, recomanat pel mític porter camerunès de l'Espanyol Thomas N'Kono, actual entrenador de porters de l'equip. Va debutar a La lliga la temporada 2004-2005, davant un empat entre l'equip blanc-i-blau i el Deportivo de la Coruña. Aquella temporada, es va destapar com a gran porter, essent el que més penals va aturar.
A l'equip català va aconseguir el seu primer títol professional: la Copa del Rei de l'any 2006. També assolí la Copa Catalunya del 2006 i el subcampionat de la Copa de la UEFA el 2007. En la temporada 2008-2009 va batre el record d'imbatibilitat establert per Thomas N'kono en la temporada 88-89, establint-lo en 550 gols, que no es va batre fins que ho va fer Diego López Rodríguez el 2016.
Després de set temporades i mitja al RCD Espanyol, el 13 de gener del 2012, Kameni i el club arriben a un acord de rescissió del contracte per incorporar-se al Màlaga CF.

### Internacional
Amb la selecció camerunesa va aconseguir la Copa d'Àfrica el 2002 i, el 2008 el subcampionat.

## Palmarès
| Títol                                         | Club         | País      | Any       |
| --------------------------------------------- | ------------ | --------- | --------- |
| Medalla d'or als Jocs Olímpics de Sydney 2000 | Camerun      | Camerun   | 2000      |
| Campió de la Copa d'Àfrica                    | Camerun      | Camerun   | 2002      |
| Copa del Rei                                  | RCD Espanyol | Catalunya | 2005-2006 |
| Copa Catalunya                                | RCD Espanyol | Catalunya | 2005-2006 |
| Subcampió de la Copa de la UEFA               | RCD Espanyol | Catalunya | 2006-2007 |
| Subcampió de la Copa d'Àfrica                 | Camerun      | Camerun   | 2008      |
| Copa Catalunya                                | RCD Espanyol | Catalunya | 2009-2010 |
| Copa Catalunya                                | RCD Espanyol | Catalunya | 2010-2011 |